# 3 000 mètres féminin aux championnats du monde d'athlétisme 1993
Navigation
Tokyo 1991
L'épreuve du 3 000 mètres féminin des championnats du monde d'athlétisme 1993 s'est déroulée les 14 et 16 août 1993 au  Gottlieb Daimler Stadion de Stuttgart, en Allemagne. Elle est remportée par la Chinoise Qu Yunxia.
Le 3 000 m féminin est disputé pour la dernière fois dans le cadre des championnats du monde d'athlétisme. Il remplacé par le 5 000 m à partir de 1995

## Résultats

### Finale
| Rang               | Athlète                          | Pays        | Temps         | Notes |
| ------------------ | -------------------------------- | ----------- | ------------- | ----- |
| Médaille d'or      | Qu Yunxia                        | Chine       | 8 min 28 s 71 | CR    |
| Médaille d'argent  | Zhang Linli                      | Chine       | 8 min 29 s 25 |       |
| Médaille de bronze | Zhang Lirong                     | Chine       | 8 min 31 s 95 |       |
| 4                  | Sonia O'Sullivan                 | Irlande     | 8 min 33 s 38 |       |
| 5                  | Alison Wyeth                     | Royaume-Uni | 8 min 38 s 42 |       |
| 6                  | Yelena Romanova                  | Russie      | 8 min 39 s 69 |       |
| 7                  | Paula Radcliffe                  | Royaume-Uni | 8 min 40 s 40 |       |
| 8                  | Lyudmila Borisova                | Russie      | 8 min 40 s 78 |       |
| 9                  | Yvonne Murray                    | Royaume-Uni | 8 min 43 s 46 |       |
| 10                 | Annette Peters                   | États-Unis  | 8 min 45 s 56 |       |
| 11                 | Yelena-Ebru Kopytova-Kavaklioglu | Russie      | 8 min 50 s 49 |       |
| 12                 | Claudia Lokar                    | Allemagne   | 8 min 51 s 35 |       |
| 13                 | Annemari Sandell                 | Finlande    | 8 min 53 s 58 |       |
| 14                 | Luminita Zaituc                  | Roumanie    | 9 min 01 s 38 |       |
| 15                 | Esther Kiplagat                  | Kenya       | 9 min 07 s 05 |       |